# 里諾鎮區 (堪薩斯州萊文沃思縣)
里諾鎮區（英語：Reno Township）為美國堪薩斯州萊文沃思縣轄下的鎮區。2010年美国人口普查中該鎮區人口有1,398人。

## 地理
里諾鎮區涵蓋總面積為112.89平方（43.59平方英里），其中110.57平方（42.69平方英里）為陸地，2.32平方（0.90平方英里）或2.05%為水域。海拔高度281（922英尺）。

## 人口統計
根據2010年美國人口普查，里諾鎮區人口有1,398人，住房569戶，人口密度為12.38人/每平方公里。此鎮區居民之種族中，白人有1,336人，非裔美國人有12人，美洲原住民有5人，亞裔美國人有13人，太平洋島裔美國人有4人，其他種族有5人，混血種族則有23人。此外此鎮區有39人為西班牙裔或拉丁裔美國人。

## 交通

### 主要公路
- 70號州際公路
- 40號美國國道
- 32號堪薩斯州州道